# Söderköpings trivialskola
Söderköpings Trivialskola var en trivialskola i Söderköping fram till 1820. Skolan ombildades 1821 till Söderköpings lägre lärdomsskola till Söderköpings lägre elementarläroverk 1856, till  Söderköpings lägre allmänna läroverk 1879 och ombildades 1906 till en privat samskola med rätt att anställa realexamen från 1906. Denna ombildades från höstterminen 1918 till en kommunal mellanskola med rätt att anställa realexamen. Denna ombildades från 1930 successivt till Söderköpings samrealskola.

## Personal

### Rektorer
- 1556–1559: Claudis Bothvidi
- 1559: Claudis Andrae
- 1561: Ericus Petri
- 1564–1579: Claudis Johannis
- 1580–1584: Benedictus Johannis Orosander
- 1585–1589: Johannes Canuti
- 1589–1596: Ambrosius Bartholdi
- 1597: Hans Matthiæ
- 1596–1601: Christophorus Laurentii
- 1599–1603: Nicolaus Palumbus
- 1605–1609: Laurentius Laurinus
- 1609–1625: Daniel Laurentii
- 1625–1633: Johannes Benedicti Bock
- 1632–1643: Andreas Andori Kylander
- 1643–1644: Andreas Claudii Enærus
- 1644–1646: Benedictus Ingolphi Styrman
- 1646: Sveno Magni Metzenius
- 1646–1650: Elias Benedicti Hval
- 1650–1658: Johannes Haurelius
- 1658–1660: Petrus Magni Pelecanus
- 1661–1665: Canutus Laurentii Becchius
- 1666–1669: Petrus Drysenius
- 1670–1674: Olavus Johannis Wong
- 1674–1682: Johannes Joannis Palm
- 1682–1691: Christophorus Laurinus
- 1691: Nicolaus Christiernsson
- 1691–1694: Andreas Laurentii Ankerbaum
- 1694–1703: Johan Wallman
- 1705–1721: Sveno Erici Ekelöf
- 1722–1726: Petrus Simonius Löfgren
- 1727–1734: Carl Wangel
- 1734–1745: Magnus Edstrand
- 1745–1749: Daniel Zachariae Torpadius
- 1751–1780: Petrus Andreae Wimmermark
- 1781–1783: Laurentius Algerus Planander
- 1785–1802: Nicolaus Magni Ekman
- 1803–1807: Samuel Carl Wetterholm

### Conrektor
- 1603–1605: Laurentius Laurinus
- 1608–1609: Peder Ericksson Holm
- 1651–1652: Ericus Ulff
- 1652–1655: Jonas Petri Bjugge
- 1656–1658: Magnus Livin
- 1658–1660: Johannes Hemengi Regnerus
- 1660–1666: Petrus Samuelis Drysenius
- 1666: Olavus Johannis Wong
- 1667–1674: Johannes Joannis Palm
- 1674–1681: Johannes Beronius
- 1749–1751: Petrus Andreae Wimmermark
- 1783–1790: Carolus Joannis Ollonberg

### Kollegor
- 1281: Torsten
- 1349: Sune Östensson
- 1405: Johan Håkansson
- Laurentius Petri Gothus
- 1570: Ericus Medelpadius
- 1593: Olavo Joannis
- 1593: Israele Joannis
- Nicolaus Petri Ingatorpensis
- 1666–1683: Magnus Bellnerus
- 1668–1676: Sveno Eliae Montelius
- 1673–1680: Haraldus Johannis Dyk
- 1694: Nicolaus Nicolai Duvaerus
- 1654–1661: Benedictus Magni Phoenix
- 1701–1702: Haqvinus Canuti Björling
- 1777–1783: Carolus Joannis Ollonberg
- 1781–1782: Johannes Danielsson Wallman
- 1784–1795: Jahannes Petrus Westelius
- 1791–1803: Samuel Carolus Wetterholm
- 1813–1818: Gustaf Fredrik Lindmark

### Kollega infimius
- 1613: Magnus Benedicti Phoenix
- 1631–1656: Magnus Benedicti Phoenix
- 1652–1656: Andreas Joannis
- 1658–1668: Elias Hemmingi Regnerus

### Kollega inferior
- 1608–1628: Magnus Michaelis Tåbyensis
- 1632–1634: Hemingus Erici Lotonius
- 1651: Torgerus Petri Chrangelius
- 1652–1657: Daniel Wigius
- 1665–1668: Nicolaus Magni Egbyensis
- 1679–1693: Andreas Palmærus
- 1686–1695: Benedictus Jonae Dahlbeck
- 1693–1702: Petrus Petri Kihlman
- 1704: Johannes Hortulinus
- 1709–1712: Sveno Svenonis Schmidt
- 1713–1716: Johan Wiman
- 1716–1721: Laurentius Brodin
- 1719–1737: Salomon Johannis Cornerus
- 1724–1736: Daniel Nordstrand
- 1737–1752: Samuel Jacobi Ledenius
- 1752–1776: Benedictus Nicolai Brandström
- 1777–1781: Johan Schenmark
- 1796–1803: Olof Boström

### Kollega superior
- 1604: Nicolaus Langelius
- 1608: Laurentius Erici
- 1610–1622: Magnus Folkeri Uhr
- 1634–1644: Ericus Benedicti Uhrenius
- 1644: Zacharias Gunnari Rivenius
- 1646: Olaus Petri Aelander Ostrogothus
- 1652–1666: Nicolaus Kling
- 1683–1686: Samuel Bothvidsson
- 1686–1693: Daniel Cnattingius
- 1693–1695: Andreas Palmærus
- 1695–1696: Benedictus Sandelius
- 1697–1704: Mathias Hemmingi Schorelius
- 1704–1731: Nicolaus Södersten
- 1731–1767: Jonas Svenonis Engius
- 1768–1774: Andreas Nicolai Grönberger
- 1774–1777: Paulus Erici Kinnander
- 1782–1786: Johannes Danielsson Wallman
- 1803–1808: Olof Boström

### Apologister
- 1646: Jonas Andrea Stenius Smolandus
- 1654–1661: Benedictus Magni Phoenix
- 1658–1660: Salomon Andreae de Berkeberg
- 1660–1666: Petrus Samuelis Drysenius
- 1667–1668: Jonas Olavi Bärling
- 1667–1674: Johannes Joannis Palm